# Josef Engel de Jánosi
Josef Engel de Jánosi (auch: Jánosi Engel József, genannt Joska; Joseph Engel von Jánosi; das seinen wirklichen Namen anagrammatisierende Pseudonym, unter dem er fast alle seine Schriften publizierte, lautete: J. E. de Sinoja; * 20. November 1851 in Fünfkirchen, Kaisertum Österreich; † 25. November 1939 auf seinem Gut Jánosi) war königlich-ungarischer Hofrat, Großgrundbesitzer, Schriftsteller mit besonderem Interesse für die Musik, Mäzen und Antiquitäten- und Kunstsammler.

## Leben
Unter anderem verfasste er, obwohl zunächst dem Kreis um Richard Wagner angehörend, als Achtzehnjähriger eine gegen Wagners Das Judenthum in der Musik gerichtete Abwehrschrift unter dem Titel Richard Wagners „Judenthum in der Musik“. Eine Abwehr (Leipzig 1869). Als Musiker verehrte Josef Engel Richard Wagner weiterhin, es blieb bei einem freundschaftlichen Verkehr, und der Briefwechsel hielt bis zu Wagners Tod an.
Josef Engel war über Jahrzehnte Mitarbeiter des Leipziger Musikalischen Wochenblattes sowie der Robert Schumannschen Neue Zeitschrift für Musik und verfasste Studien über Meyerbeer und das Judentum, die auch in Mult és Jövö veröffentlicht wurden. Er galt auch als musikalisches Wunderkind und hatte sehr früh eine Virtuosenlaufbahn bei Robert Fuchs angestrebt, die er aber wegen des Familiengeschäfts in der Holzbranche aufgeben musste, weil sein überstrenger Vater keine Ausbildung in diese Richtung zugelassen hatte.
Josefs Vater war der ungarisch-jüdische Großindustrielle (Holz, Kohlengruben, Zementfabrik, Bauunternehmer und Großgrundbesitzer) und Mäzen Adolph Engel de Jánosi (Fünfkirchen 1820 – Wien 1903), der sich aus schwierigsten Verhältnissen zu erstaunlichem Wohlstand emporgearbeitet und vom König 1886 den ungarischen erblichen Adel mit dem Prädikat „de Jánosi“ (nach dem 1880 vom Fürsten Alfred Montenuovo erworbenen Gut) verliehen bekommen hatte.
Josef hinterließ eine gewaltige Sammlung von Kunstobjekten, Antiquitätenobjekten, seltenen Drucksachen und Manuskripten. Besonders reich und wertvoll war seine Sammlung musikhistorischer Raritäten. Ebenso die Sammlung seiner an die etwa 75 Jahre lang gepflegten Korrespondenz mit Persönlichkeiten wie z. B. Wagner und Turgenjew. Nach den Wirren der Nachkriegszeit existiert diese Sammlung heute nicht mehr.
Josef hatte zwei Söhne: Richard (nach Richard Wagner benannt, 1882 Pécs – 1944 KZ Mauthausen, dort vermutlich einem Hungerstreik erlegen, mit dem er sich gegen die ungerechte Behandlung zu wehren versuchte) und Róbert (nach Robert Schumann benannt, 1883 Pécs – 1943 ebenda).

## Werke (Auswahl)
- Die Marranen. Tragödie in fünf Aufzügen und einem Vorspiele. Dresden 1900
- Im Beichtstuhl. Trauerspiel in zwei Abtheilungen. Dresden 1903
- Die Ehre der Zeitung. – Wahrheit ohne Dichtung. Dresden 1904
- Der Kabbalist. Trauerspiel in drei Aufzügen. Dresden 1909
- Der Kaufmann von Rom oder: Shylock's Urgestalt. Drama in fünf Aufzügen, nebst einer Einleitung. Dresden o. J. (1925)[2]
- Das Antisemitentum in der Musik. Zürich 1933[3]